# Championnat de Grenade de football 2012
Navigation
Saison précédente Saison suivante
La saison 2012 du Championnat de Grenade de football est la quarante-et-unième édition de la Premier Division, le championnat national à la Barbade. Les dix équipes engagées sont regroupées au sein d'une poule unique où elles s'affrontent à deux reprises. En fin de saison, les deux derniers du classement sont relégués tandis que le 8e dispute un barrage de promotion-relégation face au 3e de First Division.
C'est le Hard Rock FC, tenant du titre, qui remporte à nouveau la compétition cette saison après avoir terminé en tête du classement final, avec deux points d'avance sur l'ASOMS Paradise et trois sur Grenada Boys Secondary School FC. C'est le second titre de champion de Grenade de l'histoire du club.

## Les clubs participants
- Chantimelle FC
- Carib Hurricanes FC
- ASOMS Paradise
- Hard Rock FC
- Queens Park Rangers
- Fontenoy United
- Police FC - Promu de First Division
- Boca Juniors - Promu de First Division
- Grenada Boys Secondary School FC
- Eagle Super Strikers

## Compétition
Le barème de points servant à établir le classement se décompose ainsi :
- Victoire : 3 points
- Match nul : 1 point
- Défaite : 0 point

### Classement
| Rang | Équipe                           | Pts | J  | G  | N | P  | Bp | Bc | Diff |
| ---- | -------------------------------- | --- | -- | -- | - | -- | -- | -- | ---- |
| 1    | Hard Rock FCT                    | 36  | 18 | 11 | 3 | 4  | 36 | 18 | +18  |
| 2    | ASOMS ParadiseC                  | 34  | 18 | 11 | 1 | 6  | 31 | 16 | +15  |
| 3    | Grenada Boys Secondary School FC | 33  | 18 | 10 | 3 | 5  | 39 | 25 | +14  |
| 4    | Queens Park Rangers              | 31  | 18 | 8  | 7 | 3  | 26 | 17 | +9   |
| 5    | Carib Hurricanes FC              | 28  | 18 | 7  | 7 | 4  | 27 | 21 | +6   |
| 6    | Eagle Super Strikers             | 27  | 18 | 8  | 3 | 7  | 33 | 30 | +3   |
| 7    | Fontenoy United                  | 22  | 18 | 6  | 4 | 8  | 15 | 24 | -9   |
| 8    | Chantimelle FC                   | 20  | 18 | 5  | 5 | 8  | 27 | 32 | -5   |
| 9    | Police FCP                       | 14  | 18 | 3  | 5 | 10 | 16 | 31 | -15  |
| 10   | Boca JuniorsP                    | 5   | 18 | 1  | 2 | 15 | 13 | 49 | -36  |

|  | Champion de Grenade 2012                                                             |
|  | Participation au barrage de promotion-relégation                                     |
|  | Relégation en First Division                                                         |
|  | T : Tenant du titre C : Vainqueur de la Coupe de Grenade P : Promu de First Division |

### Barrage de promotion-relégation
Chantimelle FC, huitième de Premier Division, affronte le 3e de deuxième division, Five Stars FC. Les résultats ne sont pas connus mais il s'avère que Chantimelle FC perd le barrage et doit donc descendre en deuxième division.

## Bilan de la saison
| Championnat de Grenade de football 2012 |                         |
| Champion                                | Hard Rock FC (2e titre) |
| Coupes et trophées                      |                         |
| Vainqueur de la Coupe de Grenade 2012   | ASOMS Paradise          |
| Qualifications continentales            |                         |
| CFU Club Championship 2013              | Aucun                   |
| Promotions et relégations               |                         |
| Promus en Premier Division              | Happy Hill FC           |
| Promus en Premier Division              | Ball Dogs FC            |
| Promus en Premier Division              | Five Stars FC           |
| Relégués en First Division              | Police FC               |
| Relégués en First Division              | Boca Juniors            |
| Relégués en First Division              | Chantimelle FC          |